# Neta lignicola
Neta lignicola är en svampart som beskrevs av Shearer 1974. Neta lignicola ingår i släktet Neta, divisionen sporsäcksvampar och riket svampar.   Inga underarter finns listade i Catalogue of Life.